# Яґодне (Ґарволінський повіт)
Яґодне (пол. Jagodne) — село в Польщі, у гміні Гарволін Ґарволінського повіту Мазовецького воєводства.
Населення — 606 осіб (2011).
У 1975-1998 роках село належало до Седлецького воєводства.

## Демографія
Демографічна структура станом на 31 березня 2011 року:
|          | Загалом | Допрацездатний вік | Працездатний вік | Постпрацездатний вік |
| -------- | ------- | ------------------ | ---------------- | -------------------- |
| Чоловіки | 307     | 77                 | 203              | 27                   |
| Жінки    | 299     | 67                 | 166              | 66                   |
| Разом    | 606     | 144                | 369              | 93                   |